# Christine Haderthauer

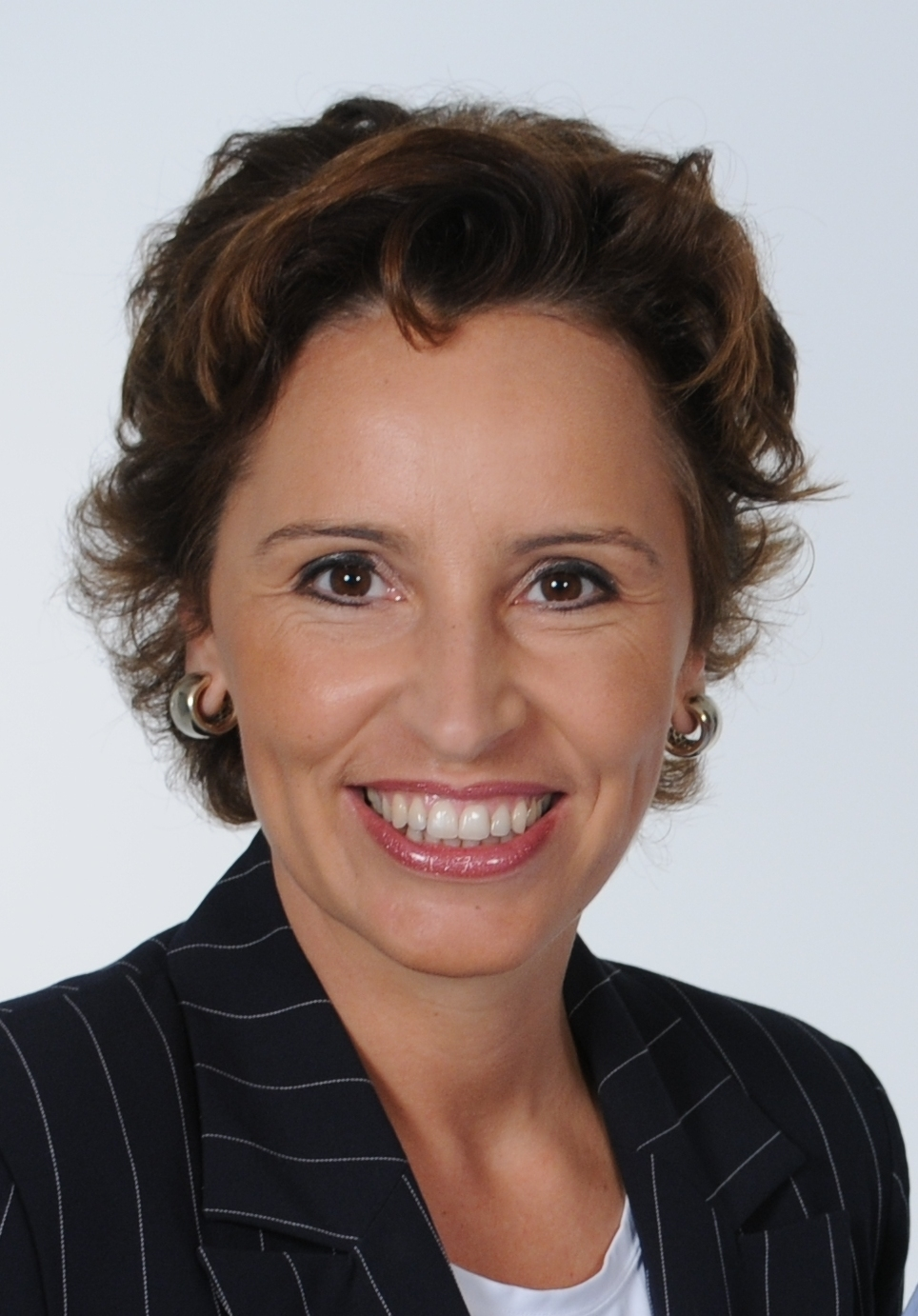
Christine Haderthauer (2008)

Christine Haderthauer (geb. Cuntze; * 11. November 1962 in Neumünster) ist eine deutsche Politikerin (CSU) und Rechtsanwältin. Sie war von Oktober 2007 bis Oktober 2008 Generalsekretärin der CSU und vom 30. Oktober 2008 bis zum 9. Oktober 2013 Staatsministerin für Arbeit und Sozialordnung, Familie und Frauen sowie Frauenbeauftragte der bayerischen Staatsregierung.
Von Oktober 2013 bis September 2014 war sie Leiterin der Bayerischen Staatskanzlei und Staatsministerin für Bundesangelegenheiten und Sonderaufgaben. Infolge der sogenannten Modellauto-Affäre trat sie am 1. September 2014 von beiden Ämtern zurück. Christine Haderthauer ist seitdem wieder als Rechtsanwältin tätig. Sie ist Fachanwältin für Arbeitsrecht und betreibt in Ingolstadt eine eigene Anwaltskanzlei, in der sie sich vorrangig auf Arbeitsrecht spezialisiert hat.

## Leben und Beruf
Haderthauers Eltern zogen mit ihr 1964 vom schleswig-holsteinischen Neumünster nach Bayern; sie verbrachte ihre Kindheit in München.
Sie war die älteste von drei Schwestern in der Familie: Der Vater starb, als Haderthauer 15 Jahre alt war. Nach dem Abitur am Theodor-Heuss-Gymnasium in Ludwigshafen am Rhein nahm Haderthauer 1981 an der Universität Würzburg das Studium der Rechtswissenschaften auf. Das Erste Staatsexamen legte sie 1986 ab. Anschließend verbrachte sie ihre Referendarzeit in Ansbach. 1990 legte sie das Zweite Juristische Staatsexamen am OLG Nürnberg ab und erhielt im Jahr darauf ihre Zulassung als Rechtsanwältin. Ebenfalls 1991 zog sie mit ihrer Familie nach Ingolstadt. Nach Tätigkeiten als Rechtsanwältin in Ansbach und Ingolstadt gründete sie 2002 in Ingolstadt ihre eigene Rechtsanwaltskanzlei und erwarb zudem den Titel Fachanwältin für Arbeitsrecht. Ihre Zulassung ruhte nach Antritt ihres Amtes als Staatsministerin im Oktober 2008. 2019 eröffnete Christine Haderthauer wieder eine eigene Anwaltskanzlei in Ingolstadt.
Haderthauer ist römisch-katholischen Glaubens und war seit 1985 bis zu seinem Tod Ende Mai 2021 mit Hubert Haderthauer verheiratet, einem Landgerichtsarzt in Ingolstadt. Aus der Ehe gingen zwei inzwischen erwachsene Kinder hervor, eine Tochter (* 1986) und ein Sohn (* 1988).

## Politik
Haderthauer trat 1984 in die CSU ein. Sie übernahm im Jahr 2000 den Vorsitz der Frauen-Union im Kreisverband Ingolstadt, wurde später stellvertretende Bezirksvorsitzende der Frauen-Union in Oberbayern, Mitglied im Landesvorstand der Frauen-Union und Mitglied im Bezirksvorstand des CSU-Bezirksverbandes Oberbayern.
2002 übernahm sie im Stadtrat von Ingolstadt erstmals ein politisches Mandat. Bei den Landtagswahlen im September 2003 kam sie als Direktkandidatin in ihrem Stimmkreis Ingolstadt/Neuburg a.d. Donau auf 60,6 % der Stimmen und zog als Abgeordnete in den Bayerischen Landtag ein. Dort wurde sie Mitglied im Wirtschaftsausschuss und im Petitionsausschuss. Seit November 2003 ist sie zudem Mitglied im Medienrat der Bayerischen Landeszentrale für neue Medien (BLM), Vorsitzende des Fernsehausschusses im Medienrat der BLM und Mitglied im Programmförderausschuss der BLM. Bei den Landtagswahlen 2008 und 2013 wurde sie wieder gewählt.
In der CSU gehört sie der Grundsatzkommission, der Familienkommission sowie der Medienkommission an. In ihrer politischen Tätigkeit setzte sie sich vor allem für eine stärkere Vereinbarkeit von Familie und Beruf ein. Dies war auch ihr Arbeitsschwerpunkt innerhalb der Grundsatzkommission. Ihre diesbezüglichen Thesen betonte Haderthauer in ihrem Positionspapier Keine Zukunft ohne Kinder.
Nach dem Wechsel von CSU-Generalsekretär Markus Söder in das Kabinett von Ministerpräsident Günther Beckstein wurde Haderthauer am 22. Oktober 2007 auf Vorschlag des CSU-Vorsitzenden Erwin Huber als Söders Nachfolgerin die erste Frau in diesem Amt. Angesichts des „katastrophalen Wahlergebnisses“ der CSU bei der Landtagswahl trat sie am 30. September 2008 als Generalsekretärin zurück. „Mit einer solchen Wahlniederlage geht automatisch einher, dass man sein Amt zur Verfügung stellt. Das ist eine berechtigte Erwartung der Menschen und der Parteibasis“, so Haderthauer. Am 30. Oktober 2008 berief Horst Seehofer sie zur Staatsministerin für Arbeit und Sozialordnung, Familie und Frauen in sein neu gebildetes Kabinett.
Von Oktober 2013 bis 1. September 2014 war Haderthauer im Kabinett Seehofer II Staatsministerin und Leiterin der Bayerischen Staatskanzlei.
Am 22. Oktober 2013 wurde sie als Vertreterin der Bayerischen Staatsregierung in den Rundfunkrat des Bayerischen Rundfunks berufen. Ihre Abberufung erfolgte nach ihrem Ausscheiden aus der Regierung.
Im September 2017 teilte sie mit, dass sie 2018 nicht mehr für den Landtag kandidieren werde.

## Positionen
Auf die Frage nach Vorbildpolitikern nannte Haderthauer im April 2009 neben Konrad Adenauer und Richard von Weizsäcker, beide CDU, mit Hildegard Hamm-Brücher auch eine FDP-Politikerin, welche sie „immer stark“ fand. Franz Josef Strauß hielt sie, auf eine entsprechende Nachfrage, als Vorbildpolitiker für ungeeignet.

### Asyl- und Integrationspolitik
Zum Thema Integration von Migranten äußerte sie sich mit Blick auf „Vorzeigeimmigranten“ wie den Nationalspieler Mesut Özil und andere Spieler mit ausländischen Wurzeln wie folgt: „Ich würde mir wünschen, dass jeder, der für Deutschland spielt, auch die Nationalhymne singt.“
Haderthauer setzt sich in ihrer politischen Arbeit für eine Anhebung des Nachzugsalters für Ehegatten von Asylsuchenden von 18 auf 21 Jahren ein. Dies sei „das wirksamste Mittel gegen das Phänomen der ‚Importbräute‘“ und müsse „Bestandteil des Gesetzes gegen Zwangsheiraten werden“. Zudem verlangt Haderthauer von Migranten, „binnen eines Jahres Deutsch zu lernen“. Das gelte besonders auch für junge Mütter: „Kleine Kinder zu haben, darf keine Ausrede mehr sein, um Integrationskurse zu verweigern.“

### Gleichgeschlechtliche Ehe
Eine Gleichstellung von homosexuellen Paaren beim Ehegattensplitting lehnt Haderthauer ab: Das Grundgesetz räumt ihrer Meinung nach der Ehe zwischen Mann und Frau zu Recht eine besondere Stellung ein.

### Vertriebenenpolitik
Haderthauer setzt sich für die Einführung eines bundesweiten „Tags der Vertriebenen“ ein, den es in Bayern bereits gibt: Jeweils der zweite Sonntag im September.

## Modellauto-Affäre
In der sogenannten Modellauto-Affäre (teilweise uneinheitlich auch Modellbau-Affäre genannt) ist Christine Haderthauer gemeinsam mit ihrem Mann Hubert ethischen sowie dienst-, straf- und  steuerrechtlichen Beschuldigungen ausgesetzt. Die Vorwürfe werden von Seiten des Ehepaars Haderthauer bestritten.
Christine Haderthauer hatte 1990 gemeinsam mit zwei Geschäftspartnern das Unternehmen Sapor Modelltechnik als Gesellschaft bürgerlichen Rechts gegründet, das durch psychisch kranke Straftäter in forensischen Kliniken hergestellte Luxus-Modellautos lukrativ vermarktete. Wesentlich dabei war die dienstliche Stellung von Hubert Haderthauer als verantwortlicher Psychiater der „Arbeitstherapie Modellbau“. Er übernahm 2004 auch den Geschäftsanteil seiner Frau, nachdem diese Ende 2003 in den Bayerischen Landtag gewählt worden war. 2008 wurde Sapor ohne das Einverständnis des noch nicht ausgeschiedenen Teilhabers verkauft; er sei noch nicht einmal informiert worden. 2011 schlossen die Kontrahenten zur Abgeltung der Ansprüche einen außergerichtlichen Vergleich über 20.000 Euro.
2013 wurde erstmals über die ethische Fragwürdigkeit des Geschäftsmodells kritisch berichtet. 2014 erstattete der ehemalige Teilhaber Strafanzeige wegen Betrugs und setzte damit staatsanwaltliche Ermittlungen in Gang. Er gab an, man habe ihm einen Großteil der früheren Gewinne von Sapor Modelltechnik verschwiegen, um seine abzugeltenden Ansprüche zu verringern. Im Mai 2014 begannen steuerrechtliche Ermittlungen, in deren Folge Haderthauers Privathaus durchsucht wurde.
Aufgrund der Beschuldigungen in der Modellbauaffäre und eines möglichen Interessenkonflikts mit ihrem Amt forderte die Opposition Haderthauers Rücktritt und einen Untersuchungsausschuss im Landtag. Für eine Sondersitzung des bayerischen Landtags während der Sommerpause wurde der Antrag gestellt, die Staatsministerin aus dem Amt zu entlassen.
Am 1. September 2014 erklärte sie ihren Rücktritt als Ministerin und Chefin der Staatskanzlei.
Die Staatsanwaltschaft München II stellte ihre Betrugsermittlungen im Herbst 2015 ein. Einen „angemessenen Strafbefehl“ wegen eines Verstoßes gegen die Abgabenordnung würde Haderthauer nach Aussage ihres Anwalts akzeptieren. Durch unzulässige Abrechnungen soll Haderthauer 2309 € zu wenig an Steuern gezahlt haben, weswegen die Staatsanwaltschaft einen Strafbefehl beim Amtsgericht Ingolstadt beantragen will. Damit das möglich ist, beantragte die Staatsanwaltschaft zunächst beim Bayerischen Landtag die Aufhebung Haderthauers Immunität. Der Landtag hob diese am 2. Dezember 2015 auf. Das Ermittlungsverfahren gegen sie wurde später eingestellt.
Im Februar 2017 kam der Untersuchungsausschuss zu seinem Ende. Der Schlussbericht der CSU-Mehrheit im Ausschuss sprach sowohl Christine als auch Hubert Haderthauer von Vorwürfen frei. CSU-Obmann Florian Hermann wird in Medien dazu zitiert: „Dass sich Dr. Haderthauer bereichert hätte, dieser Kurzschluss, den kann man so nicht ziehen.“ Christine Haderthauer sei rehabilitiert und umfassend reingewaschen, sämtliche Vorwürfe seien entkräftet. Die Oppositionsparteien kamen dagegen zu anderen Ergebnissen und kritisierten mangelnde Fachaufsicht des Ministeriums unter Christine Haderthauer, auch sei es „um das Patientenwohl (…) in der Therapie offenbar nicht vorrangig gegangen, sondern ‚mehr um das lukrative System Modellbau‘ “ formulierte der Bayerische Rundfunk.